# فرودگاه لا سردانیا
فرودگاه لا سردانیا  (به اسپانیایی: Aeròdrom de la Cerdanya) یک فرودگاه همگانی است که یک باند فرود آسفالت دارد و طول باند آن ۱۲۵۰ متر است. این فرودگاه در کشور اسپانیا قرار دارد و در ارتفاع ۱۱۱۰ متری از سطح دریا واقع شده است.